# Bulverde (Texas)
Bulverde è un centro abitato degli Stati Uniti d'America, situato nella contea di Comal dello Stato del Texas. Fa parte dell'area metropolitana di San Antonio.

## Geografia fisica
Bulverde è situata a 29°44′55″N 98°24′48″W, circa 23 miglia (37 km) a nord di San Antonio.
Secondo lo United States Census Bureau, ha un'area totale di 7,6 miglia quadrate (20 km²).

## Società

### Evoluzione demografica
Secondo il censimento del 2000, c'erano 3.761 persone, 1.292 nuclei familiari e 1.131 famiglie residenti nella città. La densità di popolazione era di 495,7 persone per miglio quadrato (191,3/km²). C'erano 1.349 unità abitative a una densità media di 177,8 per miglio quadrato (68,6/km²). La composizione etnica della città era formata dal 95,32% di bianchi, lo 0,32% di afroamericani, lo 0,32% di nativi americani, lo 0,51% di asiatici, lo 0,03% di isolani del Pacifico, l'1,81% di altre razze, e l'1,70% di due o più etnie. Ispanici o latinos di qualunque razza erano il 10,95% della popolazione.
C'erano 1.292 nuclei familiari di cui il 41,6% aveva figli di età inferiore ai 18 anni, il 79,6% erano coppie sposate conviventi, il 5,7% aveva un capofamiglia femmina senza marito, e il 12,4% erano non-famiglie. Il 10,1% di tutti i nuclei familiari erano individuali e il 3,6% aveva componenti con un'età di 65 anni o più che vivevano da soli. Il numero di componenti medio di un nucleo familiare era di 2,91 e quello di una famiglia era di 3,12.
La popolazione era composta dal 28,3% di persone sotto i 18 anni, il 5,2% di persone dai 18 ai 24 anni, il 27,7% di persone dai 25 ai 44 anni, il 29,2% di persone dai 45 ai 64 anni, e il 9,6% di persone di 65 anni o più. L'età media era di 40 anni. Per ogni 100 femmine c'erano 101,3 maschi. Per ogni 100 femmine dai 18 anni in giù, c'erano 96,4 maschi.
Il reddito medio di un nucleo familiare era di 67.055 dollari, e quello di una famiglia era di 68.019 dollari. I maschi avevano un reddito medio di 49.245 dollari contro i 30.717 dollari delle femmine. Il reddito pro capite era di 26.887 dollari. Circa l'1,5% delle famiglie e il 2,3% della popolazione erano sotto la soglia di povertà, incluso nessuno sotto i 18 anni di età o di 65 anni o più.